# フランソワーズ・ドルレアック
フランソワーズ・ドルレアック（Françoise Dorléac, 1942年3月21日 - 1967年6月26日）は、フランス・パリ出身の女優。父親は俳優のモーリス・ドルレアック、母は女優のルネ・シモノ、妹は女優のカトリーヌ・ドヌーヴ。

## 来歴

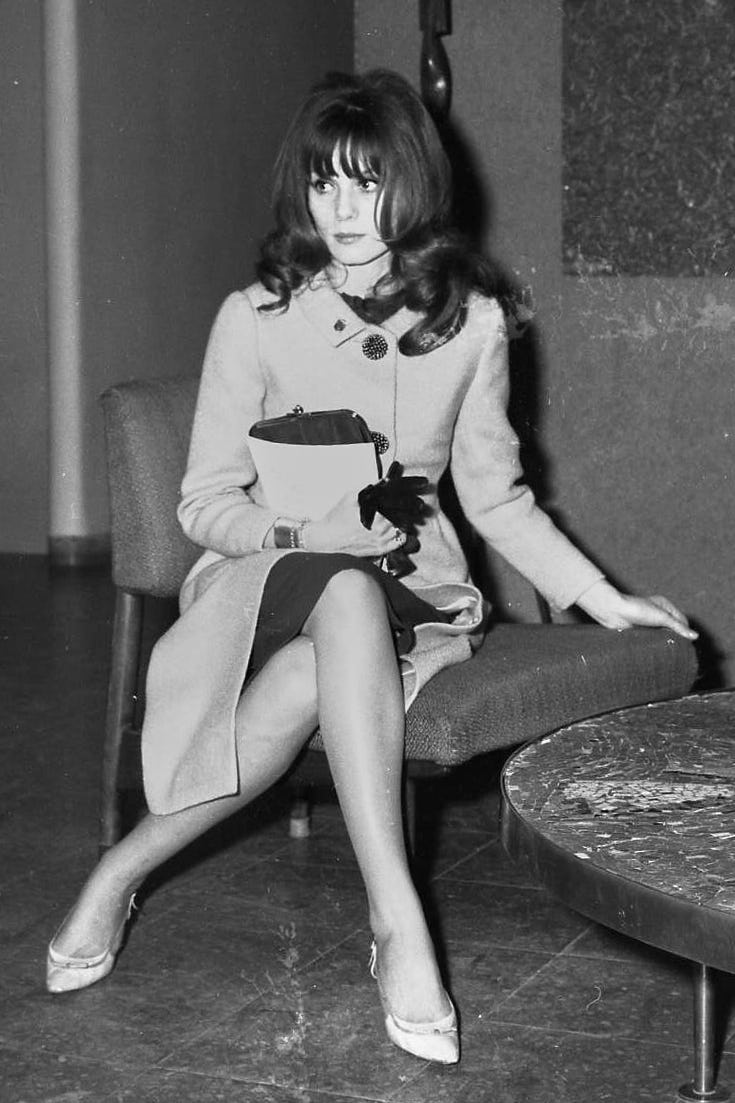
イスラエルにて（1963年）

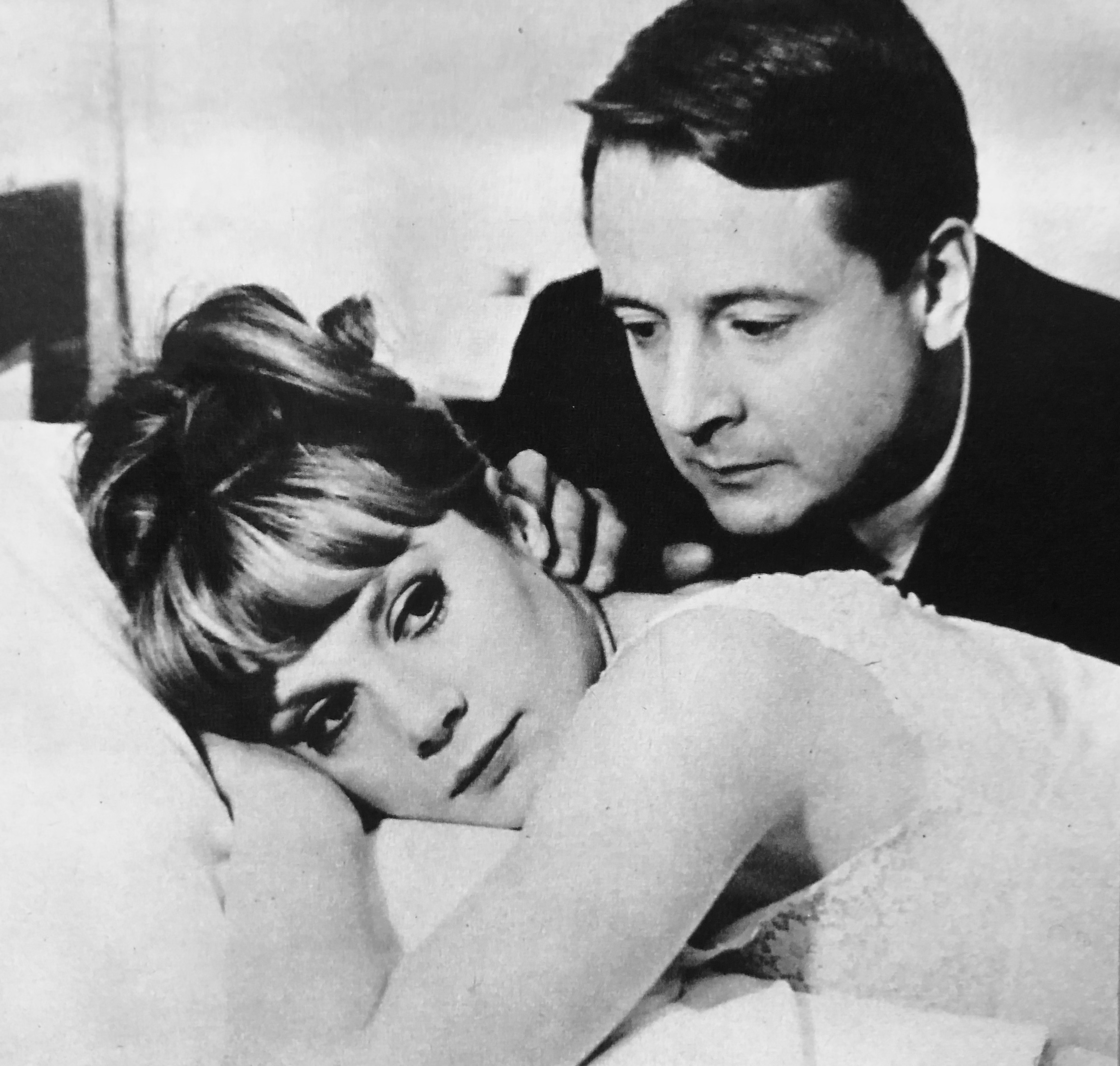
『柔らかい肌』（1964年）

10歳の時から舞台に立っていた。フランス国立高等演劇学校にて演劇を学び、後にディオールのモデルを務めるなど知名度を上げてゆく。
1960年、ミシェル・フェルモーとジャック・ポワトルノーが監督した『Les portes claquent』で妹のカトリーヌ・ドヌーヴと共演。
1964年に封切られた映画『リオの男』と『柔らかい肌』でスターとなる。1967年の映画『ロシュフォールの恋人たち』ではカトリーヌと共演した。
1967年にニース空港に向かう運転中に事故に遭い、25歳で死去した。身長171cm、体重55kg。髪はブロンド、瞳はブラウン。
1960年代初頭、ジャン＝ピエール・カッセルと婚約していた。

## 主な出演作品
| 公開年 | 邦題 原題                                             | 役名       | 備考 |
| ------ | ----------------------------------------------------- | ---------- | ---- |
| 1960   | Les portes claquent                                   | ドミニク   |      |
| 1960   | 山小舎の狼 Les loups dans la bergerie                 | マデレーン |      |
| 1961   | 金色の眼の女 La fille aux yeux d'or                   | カティア   |      |
| 1961   | 今夜じゃなきゃダメ Ce soir ou jamais                  | ダニエル   |      |
| 1964   | リオの男 L'homme de Rio                               | アグネス   |      |
| 1964   | 柔らかい肌 La Peau douce                              | ニコル     |      |
| 1964   | 男を追って La chasse à l'homme                        | サンドラ   |      |
| 1965   | ジンギス・カン Genghis Khan                           | ボルテ     |      |
| 1965   | スパイがいっぱい Where the Spies Are                  | ヴィッキー |      |
| 1965   | 袋小路 Cul-de-Sac                                     | テレサ     |      |
| 1967   | ロシュフォールの恋人たち Les Demoiselles de Rochefort | ソランジュ |      |
| 1967   | 10億ドルの頭脳 Billion-Dollar Brain                   | アーニャ   |      |